# Amanda Tapping
Amanda Tapping (28. kolovoza 1965., Rochford, UK), kanadska glumica i producentica rođena u Engleskoj. 
S obitelji se preselila u Ontario u Kanadi kada je imala tri godine. Pohađala je fakultet u Torontu. Po završetku studija odlučuje se orijentirati na dramu. Nakon diplomiranja Tapping nastavlja studirati kazališnu umjetnost. Pojavljuje se u nekoliko televizijskih reklama i nekim filmovima kao na primjer The Outer Limits i Dosjei X. 
Glumila je u seriji Stargate SG-1 i Stargate Atlantis.
Od 2004. godine Amanda sa svojim mužem Alanom Kovacsom živi u Vancouveru. Ima kćer Oliviu B. rođenu 22. ožujka 2005.

## Vanjske poveznice
- IMDb profil
- Amanda Tapping o Stargate Atlantis, SG filmu i seriji